# Washington County (Nebraska)
Washington County ist ein County im Bundesstaat Nebraska der Vereinigten Staaten. Der Verwaltungssitz (County Seat) ist Blair, das nach dem Eisenbahnpionier John I. Blair benannt wurde.

## Geographie
Das County liegt im äußersten Osten von Nebraska, grenzt an den Bundesstaat Iowa und hat eine Fläche von 1020 Quadratkilometern, wovon 8 Quadratkilometer Wasserfläche sind. Es grenzt im Uhrzeigersinn an folgende Countys: Burt County, Douglas County und Dodge County.

## Geschichte
Washington County wurde 1854 gebildet. Benannt wurde es nach Präsident George Washington.
Ein Ort im County hat den Status einer National Historic Landmark, das Fort Atkinson. Zwölf Bauwerke und Stätten des Countys sind insgesamt im National Register of Historic Places eingetragen (Stand 13. Februar 2018).

## Demografische Daten

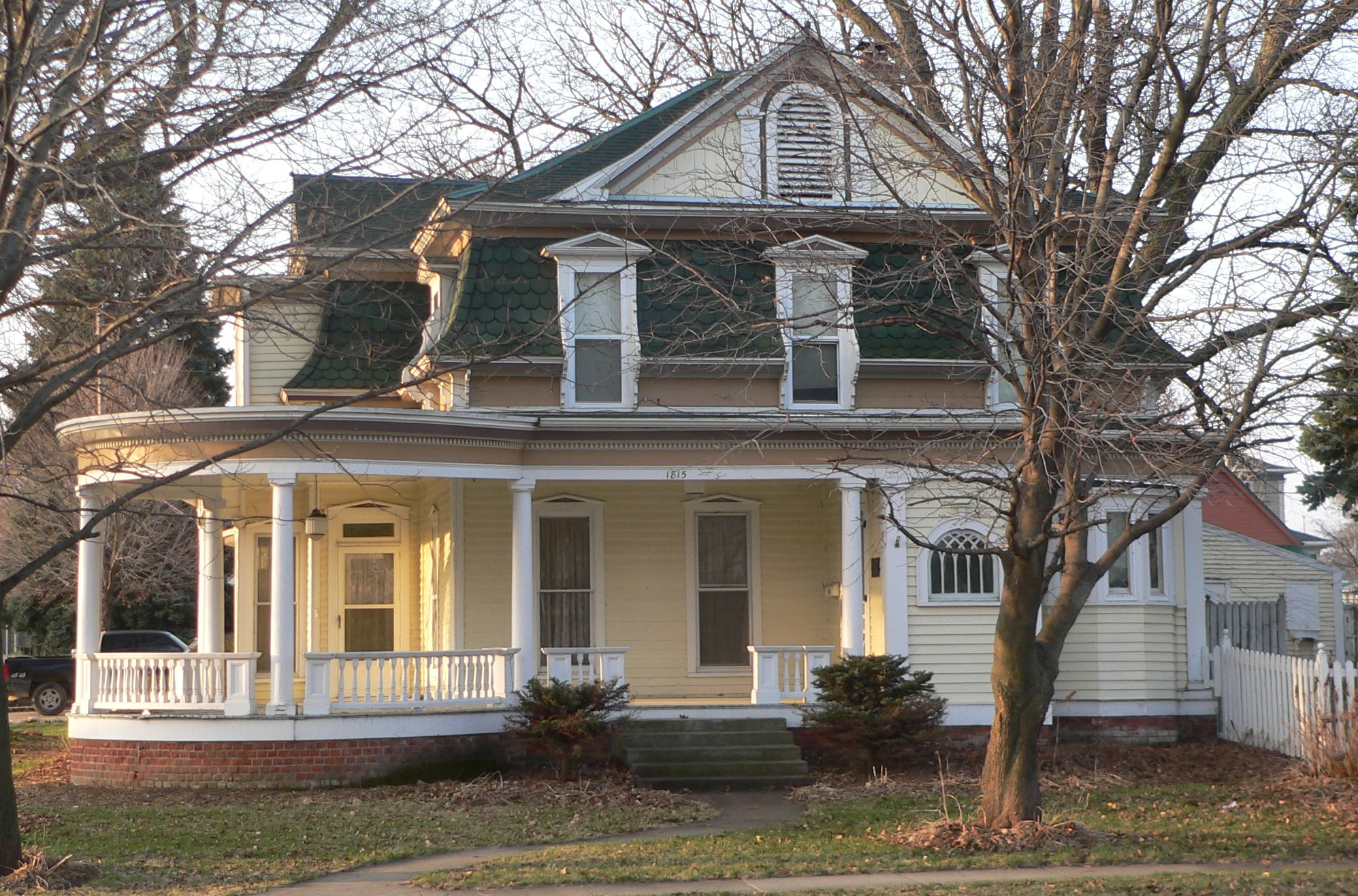
Abraham Castetter House, gelistet im NRHP Nr. 82003203

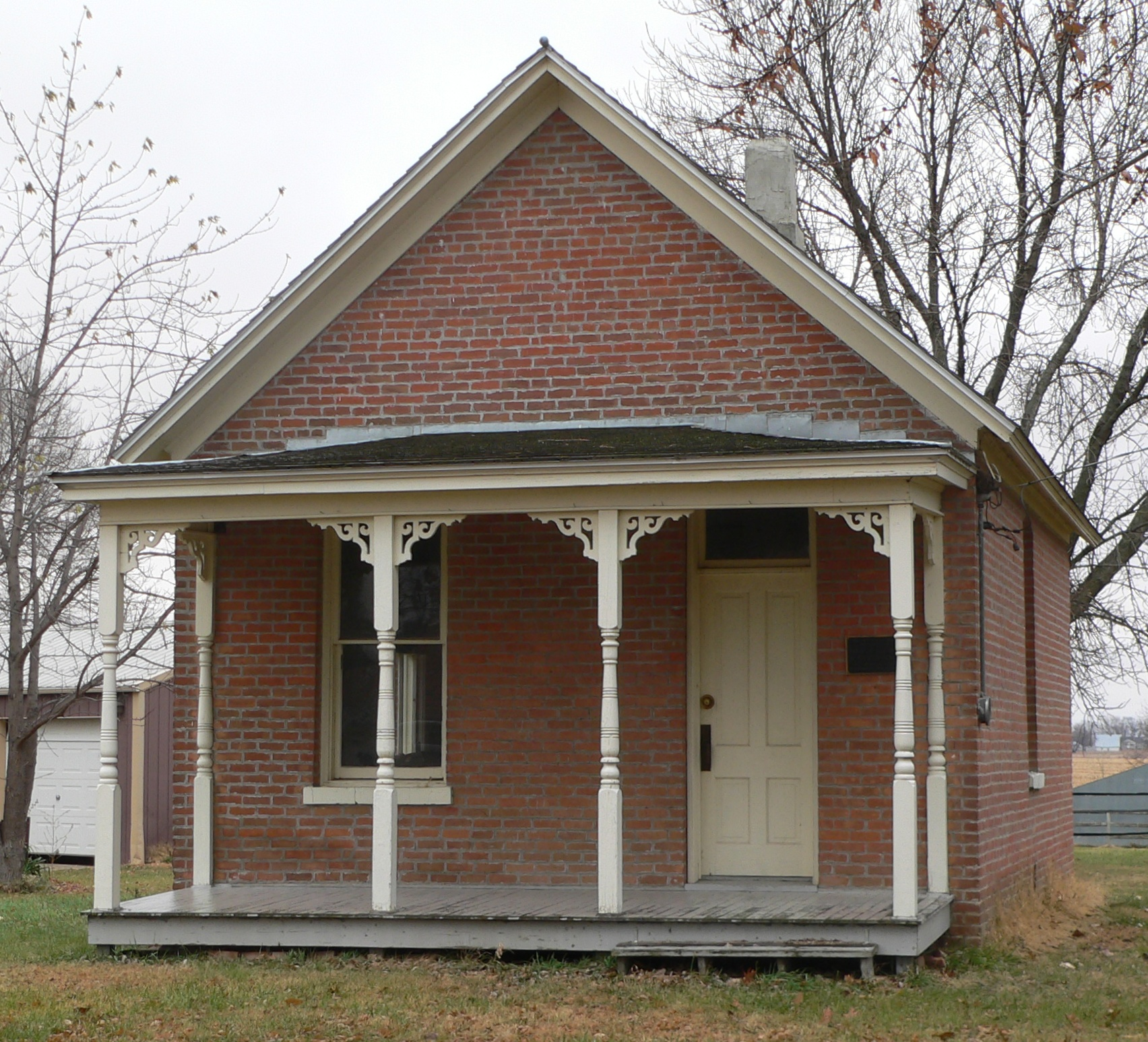
Fontanelle Township Hall, gelistet im NRHP Nr. 82003205

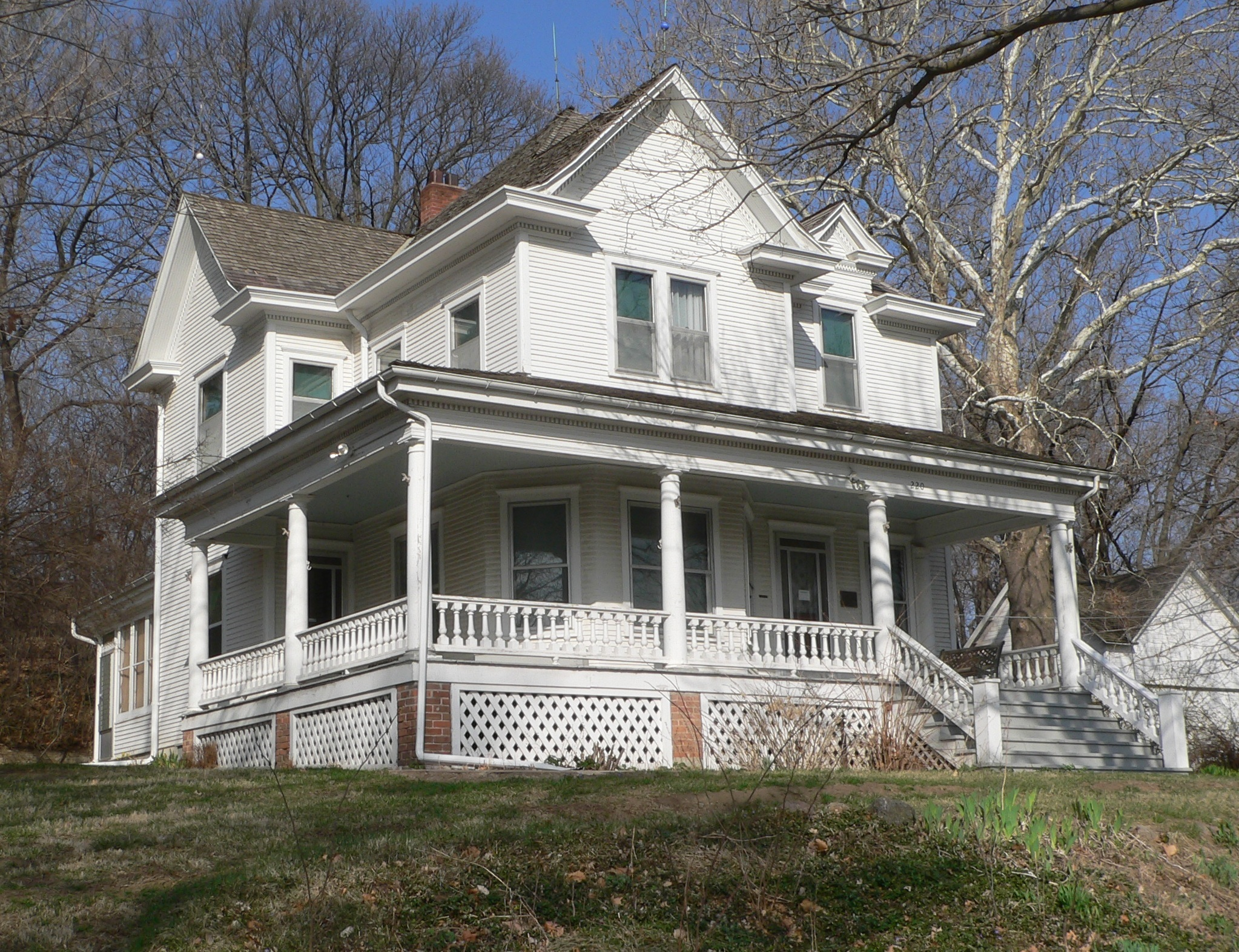
Alfred H. and Sarah Frahm House, gelistet im NRHP Nr. 06000101

Nach der Volkszählung im Jahr 2000 lebten im Washington County 18.780 Menschen in 6.940 Haushalten und 5.149 Familien. Die Bevölkerungsdichte betrug 19 Einwohner pro Quadratkilometer. Ethnisch betrachtet setzte sich die Bevölkerung zusammen aus 98,12 Prozent Weißen, 0,34 Prozent Afroamerikanern, 0,20 Prozent amerikanischen Ureinwohnern, 0,29 Prozent Asiaten, 0,11 Prozent Bewohnern aus dem pazifischen Inselraum und 0,30 Prozent aus anderen ethnischen Gruppen; 0,63 Prozent stammten von zwei oder mehr Ethnien ab. 1,08 Prozent der Bevölkerung waren spanischer oder lateinamerikanischer Abstammung.
Von den 6.940 Haushalten hatten 36,4 Prozent Kinder und Jugendliche unter 18 Jahre, die bei ihnen lebten. 64,0 Prozent waren verheiratete, zusammenlebende Paare, 7,0 Prozent waren allein erziehende Mütter, 25,8 Prozent waren keine Familien, 21,8 Prozent waren Singlehaushalte und in 10,1 Prozent lebten Menschen im Alter von 65 Jahren oder darüber. Die Durchschnittshaushaltsgröße betrug 2,63 und die durchschnittliche Familiengröße lag bei 3,09 Personen.
Auf das gesamte County bezogen setzte sich die Bevölkerung zusammen aus 27,1 Prozent Einwohnern unter 18 Jahren, 9,3 Prozent zwischen 18 und 24 Jahren, 26,7 Prozent zwischen 25 und 44 Jahren, 24,1 Prozent zwischen 45 und 64 Jahren und 12,9 Prozent waren 65 Jahre alt oder darüber. Das Durchschnittsalter betrug 37 Jahre. Auf 100 weibliche Personen kamen 98,7 männliche Personen. Auf 100 Frauen im Alter von 18 Jahren oder darüber kamen statistisch 96,2 Männer.
Das jährliche Durchschnittseinkommen eines Haushalts betrug 48.500 USD, das Durchschnittseinkommen der Familien betrug 56.429 USD. Männer hatten ein Durchschnittseinkommen von 36.901 USD, Frauen 25.893 USD. Das Prokopfeinkommen betrug 21.055 USD. 4,1 Prozent der Familien und 6,0 Prozent der Bevölkerung lebten unterhalb der Armutsgrenze. Davon waren 8,0 Prozent Kinder oder Jugendliche unter 18 Jahre und 7,5 Prozent waren Menschen über 65 Jahre.

## Orte im County
- Arlington
- Blair
- De Soto
- Fontanelle
- Fort Calhoun
- Herman
- Kennard
- Nashville
- Orum
- Telbasta
- Washington